# Cerco de Malta (Segunda Guerra Mundial)
O Cerco de Malta foi uma campanha militar no Teatro Mediterrâneo da Segunda Guerra Mundial. De 1940 a 1942, a luta pelo controle do arquipélago estrategicamente importante de Malta, na época uma colônia britânica, provocou o embate das forças aéreas e navais da Itália Fascista e Alemanha Nazista contra a Força Aérea e a Marinha Real Britânica.
Em 10 de junho de 1940, o líder fascista italiano Benito Mussolini declarou guerra ao Reino Unido e à França. Durante a década de 1930, a Itália almejara a expansão de seu território no mar Mediterrâneo e norte de África, regiões dominadas pelos britânicos e franceses. Após a rendição da França em 25 de junho de 1940, Mussolini tentou tirar vantagem de um Reino Unido fortemente engajado na Batalha da Grã-Bretanha. Em setembro de 1940, os italianos atacaram o Egito, sendo rechaçados por uma implacável contra-ofensiva. Adolf Hitler foi então obrigado a socorrer seu aliado.
Em fevereiro de 1941 o Afrika Korps, comandado pelo marechal de campo Erwin Rommel, foi enviado ao Norte da África para evitar uma derrota do Eixo. Malta tornou-se uma base estratégica e logisticamente vital, que poderia exercer uma influência definitiva no resultado da Campanha Norte-Africana. Partindo de Malta, forças aéreas e navais britânicas eram capazes de atacar navios de transporte de suprimentos e tropas do Eixo vindos da Europa. Rommel rapidamente reconheceu sua importância. Em maio de 1941, ele advertiu que "sem Malta, o Eixo acabará perdendo o controle do Norte da África".
O Eixo decidiu forçar a submissão de Malta através de bombardeios e da fome, atacando seus portos, estradas, cidades e linhas marítimas de suprimentos. A Luftwaffe e a Regia Aeronautica realizaram um total de 3.000 bombardeios num período de dois anos na tentativa de destruir as defesas da RAF e os portos da ilha, tornando Malta uma das áreas mais bombardeadas da Segunda Guerra. O sucesso em minar a resistência da ilha tornaria possível um desembarque anfíbio (Operação Herkules) apoiado pelas forças paraquedistas do Fallschirmjäger. O ataque, no entanto, jamais foi realizado. No final, os comboios Aliados foram capazes de sustentar e reforçar Malta, enquanto a RAF defendia seu espaço aéreo às custas de imensas perdas vitais e materiais. Em novembro de 1942, o Eixo havia perdido a Segunda Batalha de El Alamein e os Aliados desembarcaram tropas nos territórios do Protetorado Francês em Marrocos e Argélia francesa, sob o domínio da França de Vichy, durante a Operação Tocha. O Eixo foi obrigado a desviar suas forças para a Batalha da Tunísia, e os ataques contra Malta foram drasticamente reduzidos. O cerco terminou efetivamente em novembro de 1942.